# Diplonevra rufivena
Diplonevra rufivena är en tvåvingeart som beskrevs av Borgmeier 1967. Diplonevra rufivena ingår i släktet Diplonevra och familjen puckelflugor.
Artens utbredningsområde är Filippinerna. Inga underarter finns listade i Catalogue of Life.